# سانتوس سيلفا ألفيس ميخائيل
سانتوس سيلفا ألفيس ميخائيل هو لاعب كرة قدم برازيلي في مركز الهجوم، ولد في 16 فبراير 1996 في البرازيل. لعب مع إف سي غيفو.

## وصلات خارجية
- سانتوس سيلفا ألفيس ميخائيل على موقع رابطة كرة القدم اليابانية للمحترفين (اليابانية)
- سانتوس سيلفا ألفيس ميخائيل على موقع قاعدة بيانات كرة القدم.إي يو (الإنجليزية)
- سانتوس سيلفا ألفيس ميخائيل على موقع Soccerway.com (الإنجليزية)
- سانتوس سيلفا ألفيس ميخائيل على موقع عالم كرة القدم.نت (الإنجليزية)